# Beurey-sur-Saulx
Pour les articles homonymes, voir Beurey et Beurey-Bauguay.
Beurey-sur-Saulx est une commune française située dans le département de la Meuse, en région Grand Est.

## Géographie

### Localisation
Le territoire de la commune est limitrophe de 8 communes, dont deux communes, Cheminon et Trois-Fontaines-l'Abbaye, se trouvent dans le département voisin de la Marne.
| Mognéville                       | Couvonges        | Val-d'Ornain      |
| Cheminon (Marne)                 | Beurey-sur-Saulx | Fains-Véel        |
| Trois-Fontaines-l'Abbaye (Marne) | Robert-Espagne   | Trémont-sur-Saulx |

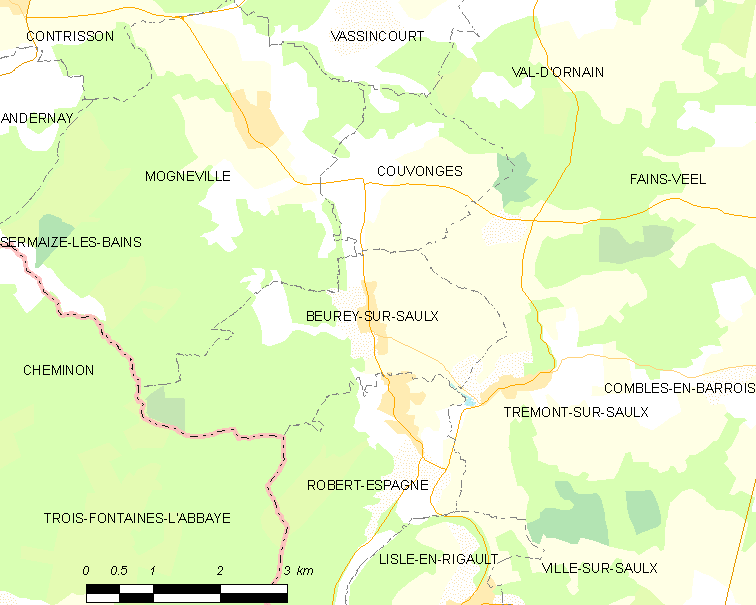
Carte de la commune.
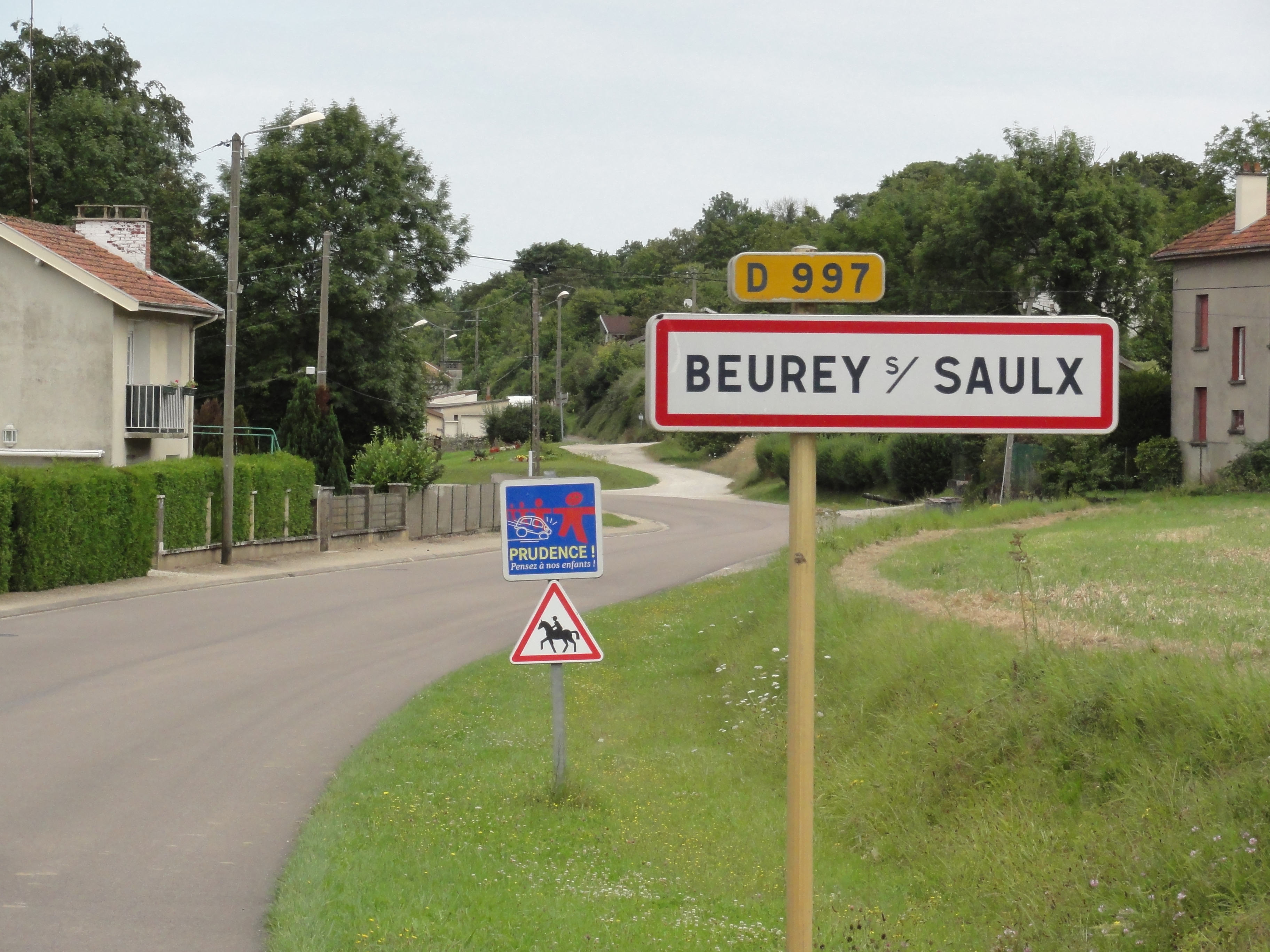
Entrée de Beurey-sur-Saulx.

### Sismicité
Commune située dans une zone 1 de sismicité très faible.

### Hydrographie et les eaux souterraines
Hydrogéologie et climatologie : Système d’information pour la gestion des eaux souterraines du bassin Rhin-Meuse :
Territoire communal : Occupation du sol (Corinne Land Cover); Cours d'eau (BD Carthage),
Géologie : Carte géologique; Coupes géologiques et techniques,
 Hydrogéologie : Masses d'eau souterraine; BD Lisa; Cartes piézométriques.
La commune est dans la région hydrographique « la Seine de sa source au confluent de l'Oise (exclu) » au sein du bassin Seine-Normandie. Elle est drainée par la Saulx,.
La Saulx, d'une longueur de 115 km, prend sa source dans la commune de Germay et se jette  dans la Marne à Vitry-le-François, après avoir traversé 39 communes. Les caractéristiques hydrologiques de la Saulx sont données par la station hydrologique située sur la commune de Mognéville. Le débit moyen mensuel est de 7,81 m3/s. Le débit moyen journalier maximum est de 65 m3/s, atteint lors de la crue du 16 février 1990. Le débit instantané maximal est quant à lui de 68,5 m3/s, atteint le même jour.

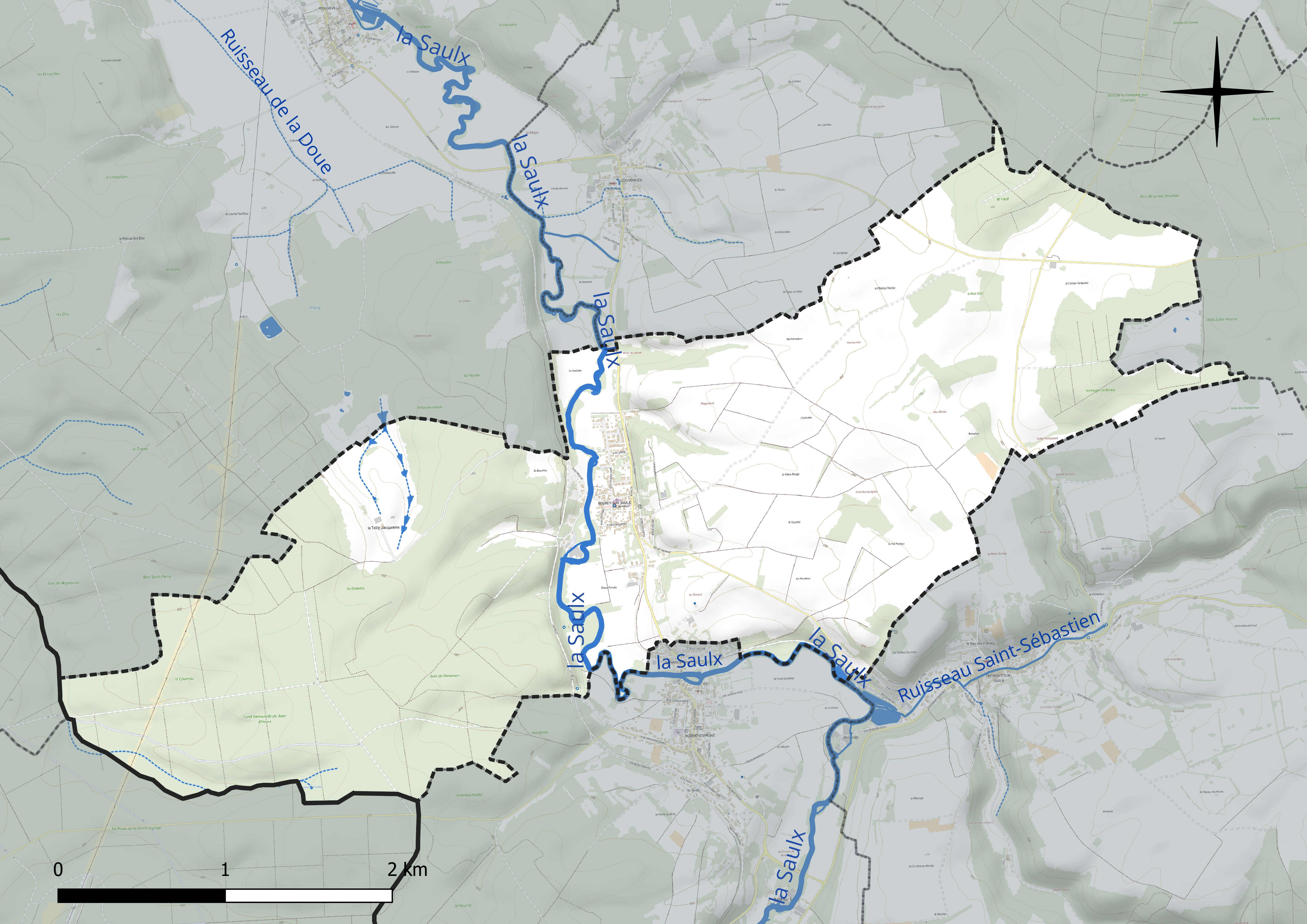
Réseau hydrographique de Beurey-sur-Saulx.

### Climat
Pour des articles plus généraux, voir Climat du Grand Est et Climat de la Meuse.
En 2010, le climat de la commune est de type climat des marges montargnardes, selon une étude du Centre national de la recherche scientifique s'appuyant sur une série de données couvrant la période 1971-2000. En 2020, Météo-France publie une typologie des climats de la France métropolitaine dans laquelle la commune est exposée à un climat océanique altéré et est dans la région climatique  Lorraine, plateau de Langres, Morvan, caractérisée par un hiver rude (1,5 °C), des vents modérés et des brouillards fréquents en automne et hiver.
Pour la période 1971-2000, la température annuelle moyenne est de 10,2 °C, avec une amplitude thermique annuelle de 16 °C. Le cumul annuel moyen de précipitations est de 959 mm, avec 13,6 jours de précipitations en janvier et 9,4 jours en juillet. Pour la période 1991-2020, la température moyenne annuelle observée sur la station météorologique de Météo-France la plus proche, « Vassincourt », sur la commune de Vassincourt à 5 km à vol d'oiseau, est de 11,4 °C et le cumul annuel moyen de précipitations est de 871,0 mm. 
La température maximale relevée sur cette station est de 41,7 °C, atteinte le 24 juillet 2019 ; la température minimale est de −17,4 °C, atteinte le 20 décembre 2009,,.
Les paramètres climatiques de la commune ont été estimés pour le milieu du siècle (2041-2070) selon différents scénarios d'émission de gaz à effet de serre à partir des nouvelles projections climatiques de référence DRIAS-2020. Ils sont consultables sur un site dédié publié par Météo-France en novembre 2022.

## Urbanisme

### Typologie
Au 1er janvier 2024, Beurey-sur-Saulx est catégorisée bourg rural, selon la nouvelle grille communale de densité à sept niveaux définie par l'Insee en 2022.
Elle est située hors unité urbaine. Par ailleurs la commune fait partie de l'aire d'attraction de Bar-le-Duc, dont elle est une commune de la couronne,. Cette aire, qui regroupe 86 communes, est catégorisée dans les aires de 50 000 à moins de 200 000 habitants,.

### Occupation des sols
L'occupation des sols de la commune, telle qu'elle ressort de la base de données européenne d’occupation biophysique des sols Corine Land Cover (CLC), est marquée par l'importance des territoires agricoles (53,9 % en 2018), une proportion sensiblement équivalente à celle de 1990 (54,2 %). La répartition détaillée en 2018 est la suivante : 
forêts (43,1 %), terres arables (38,8 %), zones agricoles hétérogènes (8,9 %), prairies (6,2 %), zones urbanisées (2,9 %). L'évolution de l’occupation des sols de la commune et de ses infrastructures peut être observée sur les différentes représentations cartographiques du territoire : la carte de Cassini (XVIIIe siècle), la carte d'état-major (1820-1866) et les cartes ou photos aériennes de l'IGN pour la période actuelle (1950 à aujourd'hui).

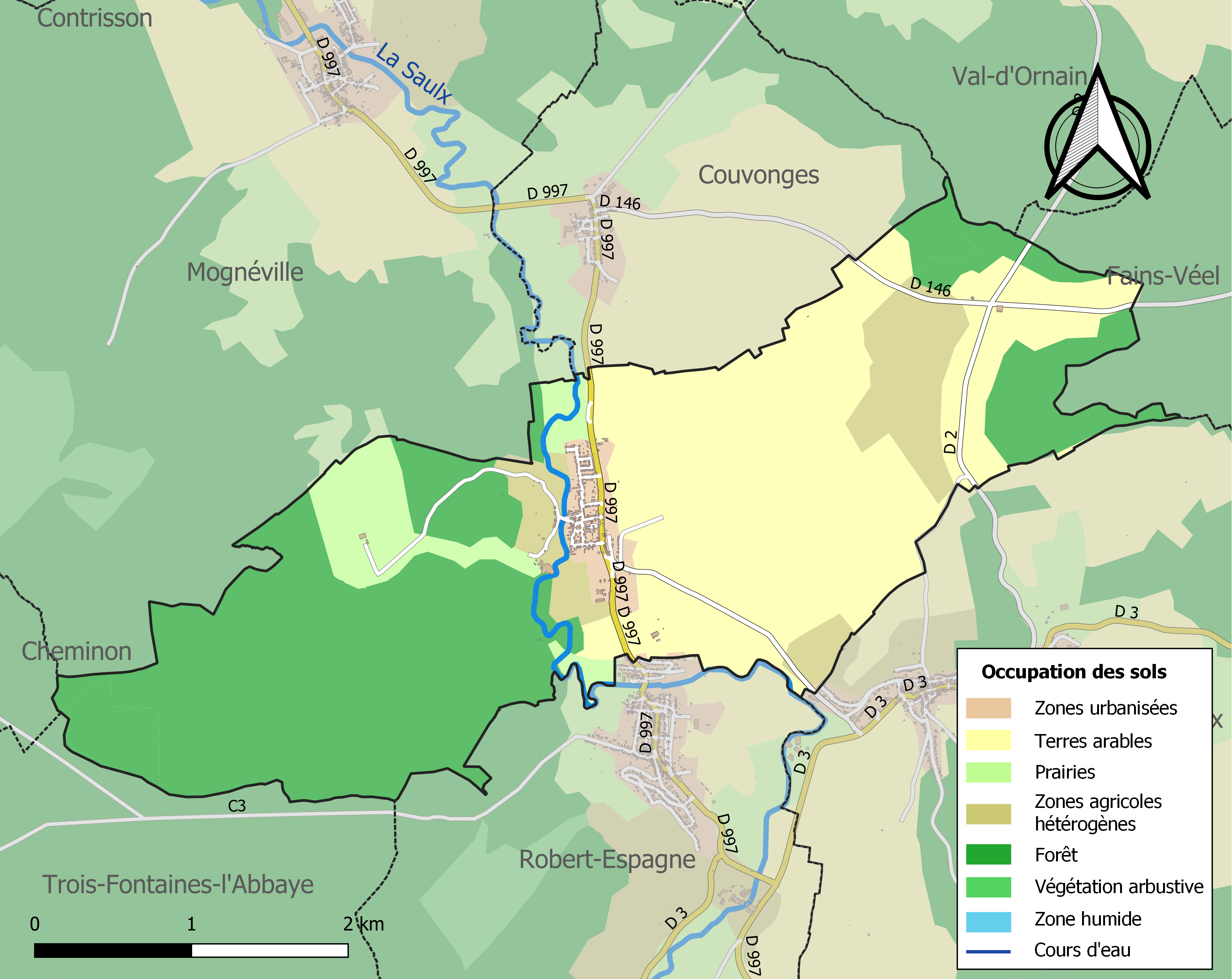
Carte des infrastructures et de l'occupation des sols de la commune en 2018 (CLC).

### Voies de communications et transports

#### Voies routières
La commune est à 1,4 km de Robert-Espagne et à  2,1 de Couvonges par la D997, et à 11,5 de Bar-le-Duc par la D146

#### Transports en commun

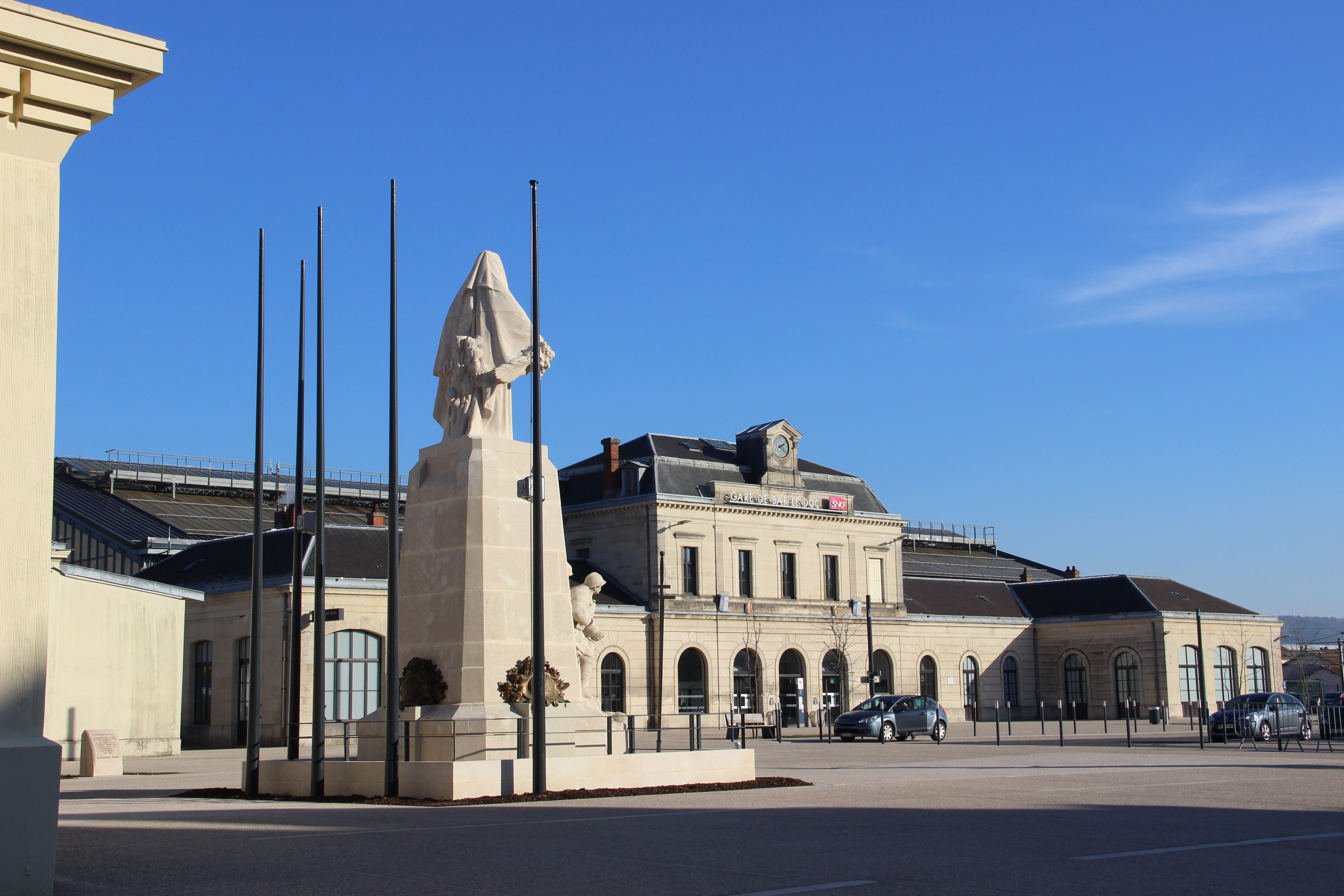
Gare de Bar-le-Duc.

- Fluo Grand Est.

#### Lignes SNCF
- Gare de Revigny
- Gare de Bar-le-Duc
- Gare de Saint-Dizier

## Toponymie
Le nom de la localité est attesté sous les formes Beuronis (884) ; Beurrei (1147) ; Burre (1195) ; Beurrey (1359) ; Burreyum (1402) ; Beurés, Beureium (1711) ; Burey, Bureium (1756).

Du gaulois beber « castor ».
La Saulx est une rivière qui prend sa source à Germay (Haute-Marne) et se jette dans la Marne à Vitry-le-François.

## Histoire
Le château féodal, résidence des seigneurs des maisons de Beurey et de Chardogne, qui se trouvait à proximité du château Claudot, a été détruit antérieurement au XVIe siècle.
Le château des seigneurs de Stainville fut détruit vers 1700 et remplacé par un nouveau château qui fut érigé en baronnie, en 1719, en faveur de Jean-François de Stainville.
Lors de la Seconde Guerre mondiale, le 29 août 1944, les Allemands de la 3e division de Panzer-Grenadiers, une unité de la Wehrmacht, ont massacré 86 habitants de cinq villages voisins : Beurey, Robert-Espagne, Trémont-sur-Saulx, Couvonges et Mognéville. Avant leur départ, ils bombardent l’église et incendient la quasi-totalité du village. Les deux villages voisins ont connu le même sort quelques jours et heures auparavant.

## Politique et administration

### Budget et fiscalité 2022

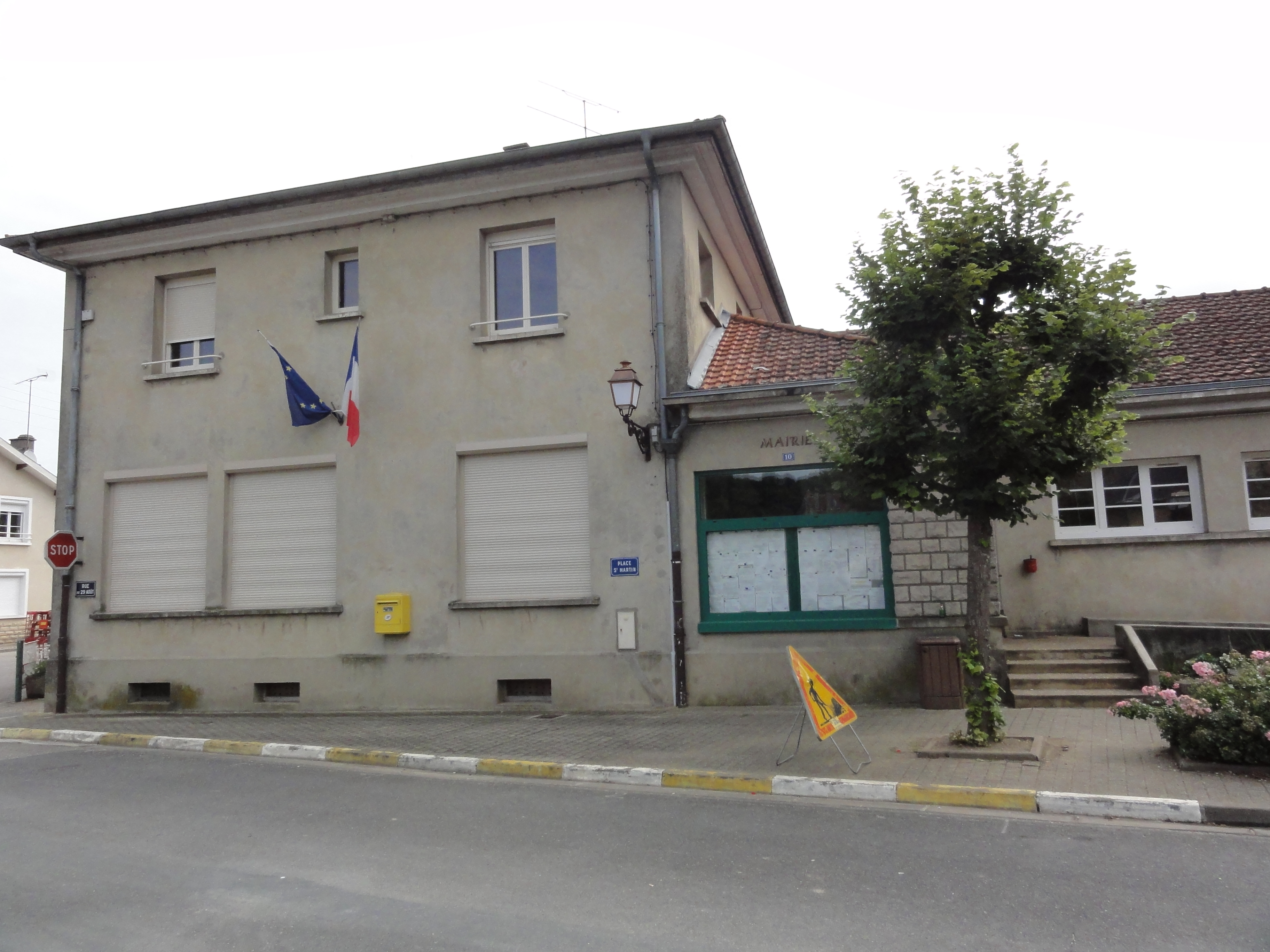
La mairie.

En 2022, le budget de la commune était constitué ainsi :
- total des produits de fonctionnement : 316 000 €, soit 751 € par habitant ;
- total des charges de fonctionnement : 279 000 €, soit 663 € par habitant ;
- total des ressources d'investissement : 99 000 €, soit 235 € par habitant ;
- total des emplois d'investissement : 116 000 €, soit 276 € par habitant ;
- endettement : 116 000 €, soit 276 € par habitant.

Avec les taux de fiscalité suivants :
- taxe d'habitation : 12,47 % ;
- taxe foncière sur les propriétés bâties : 46,61 % ;
- taxe foncière sur les propriétés non bâties : 34,29 % ;
- taxe additionnelle à la taxe foncière sur les propriétés non bâties : 0,00 % ;
- cotisation foncière des entreprises : 0,00 %.

Chiffres clés Revenus et pauvreté des ménages en 2021 : médiane en 2021 du revenu disponible, par unité de consommation : 22 370 €.

## Population et société

### Démographie

#### Évolution démographique

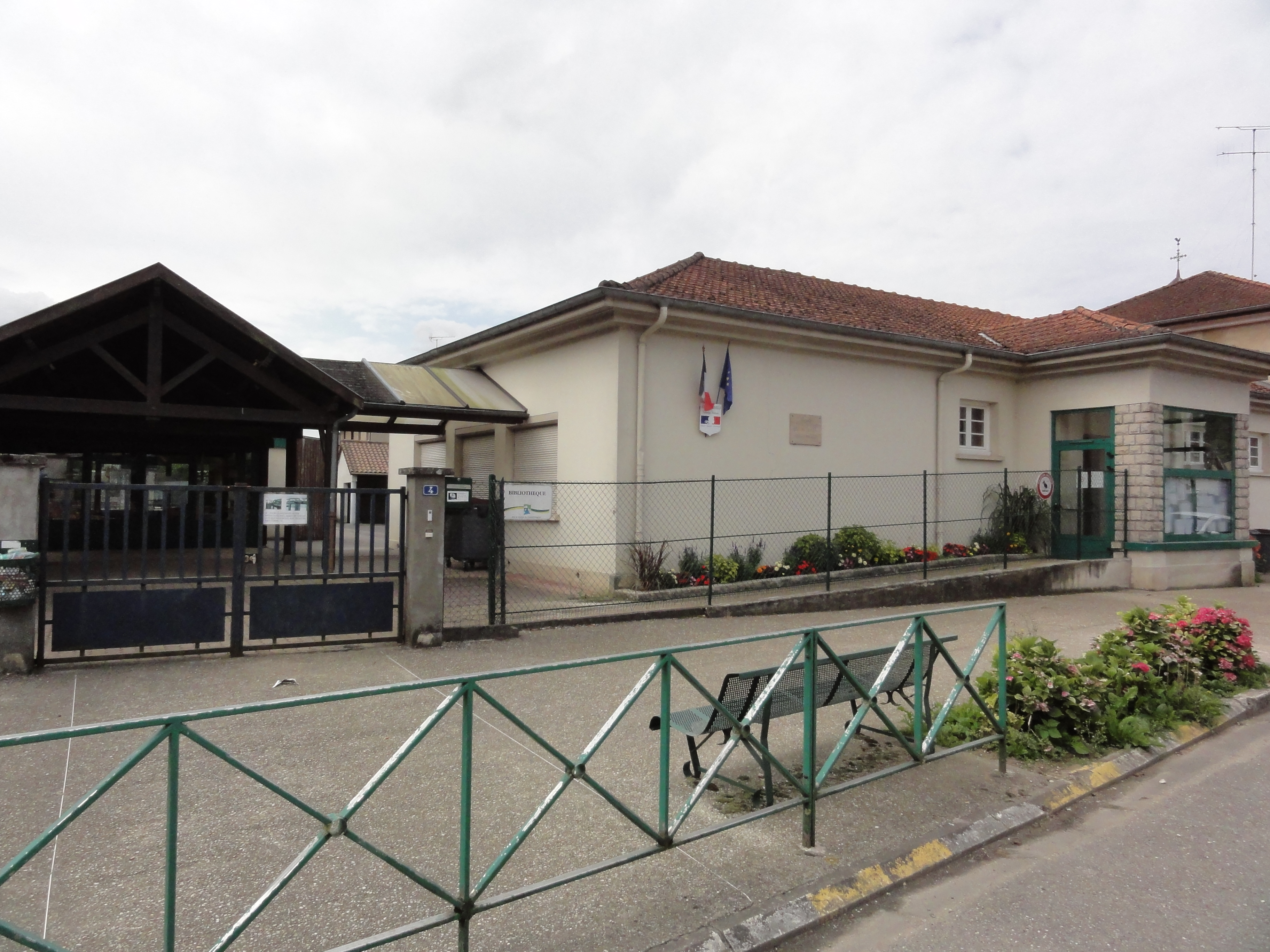
École et bibliothèque de Beurey-sur-Saulx

L'évolution du nombre d'habitants est connue à travers les recensements de la population effectués dans la commune depuis 1793. Pour les communes de moins de 10 000 habitants, une enquête de recensement portant sur toute la population est réalisée tous les cinq ans, les populations de référence des années intermédiaires étant quant à elles estimées par interpolation ou extrapolation. Pour la commune, le premier recensement exhaustif entrant dans le cadre du nouveau dispositif a été réalisé en 2008.

En 2022, la commune comptait 418 habitants, en évolution de +1,46 % par rapport à 2016 (Meuse : −4,4 %, France hors Mayotte : +2,11 %).
| 1793 | 1800 | 1806 | 1821 | 1831 | 1836 | 1841 | 1846 | 1851 |
| ---- | ---- | ---- | ---- | ---- | ---- | ---- | ---- | ---- |
| 500  | 527  | 553  | 539  | 586  | 572  | 629  | 617  | 603  |

| 1856 | 1861 | 1866 | 1872 | 1876 | 1881 | 1886 | 1891 | 1896 |
| ---- | ---- | ---- | ---- | ---- | ---- | ---- | ---- | ---- |
| 555  | 549  | 539  | 487  | 487  | 445  | 440  | 402  | 373  |

| 1901 | 1906 | 1911 | 1921 | 1926 | 1931 | 1936 | 1946 | 1954 |
| ---- | ---- | ---- | ---- | ---- | ---- | ---- | ---- | ---- |
| 362  | 347  | 391  | 340  | 330  | 325  | 314  | 259  | 414  |

| 1962 | 1968 | 1975 | 1982 | 1990 | 1999 | 2006 | 2008 | 2013 |
| ---- | ---- | ---- | ---- | ---- | ---- | ---- | ---- | ---- |
| 533  | 502  | 512  | 505  | 525  | 495  | 454  | 442  | 425  |

| 2018 | 2022 | - | - | - | - | - | - | - |
| ---- | ---- | - | - | - | - | - | - | - |
| 421  | 418  | - | - | - | - | - | - | - |

### Enseignement
Établissements d'enseignements :
- Écoles maternelles et primaires à  Beurey-sur-Saulx, Trémont-sur-Saulx, L'Isle-en-Rigault, Combles-en-Barrois, Val-d'Ornain.
- Collèges à Revigny-sur-Ornain, Sermaize-les-Bains, Bar-le-Duc.
- Lycées à Bar-le-Duc.

### Santé
Professionnels et établissements de santé :
- Médecins à Beurey-sur-Saulx, Robert-Espagne, Lisle-en-Rigault, Contrisson.
- Pharmacies à Robert-Espagne, Sermaize-les-Bains, Revigny-sur-Ornain, Bar-le-Duc.
- Hôpitaux à Bar-le-Duc, Saint-Dizier, Wassy, Vitry-le-François.

### Cultes
- Culte catholique, Paroisse Saint-Maxe du Barrois[34], Diocèse de Verdun.

## Économie

### Entreprises et commerces

#### Agriculture
- Culture de légumes, de melons, de racines et de tubercules>.
- Élevage d'autres bovins et de buffles.
- Élevage d'autres animaux.

#### Tourisme
- Hébergements et restauration à Revigny-sur-Ornain, Bar-le-Duc, Saint-Dizier, Nettancourt.

#### Commerces
- Commerces et services de proximité.

## Culture locale et patrimoine

### Associations
- Association des amis de Beurey-sur-Saulx
- Association communale de chasse agréée de Beurey-sur-Saulx
- Association du val d'Hipp'Saulx (club hippique)
- La prele (association de chasse)
- Proteus (club de spéléologie)
- La saumonée de Beurey-sur-Saulx (association de pèche)

### Lieux et monuments

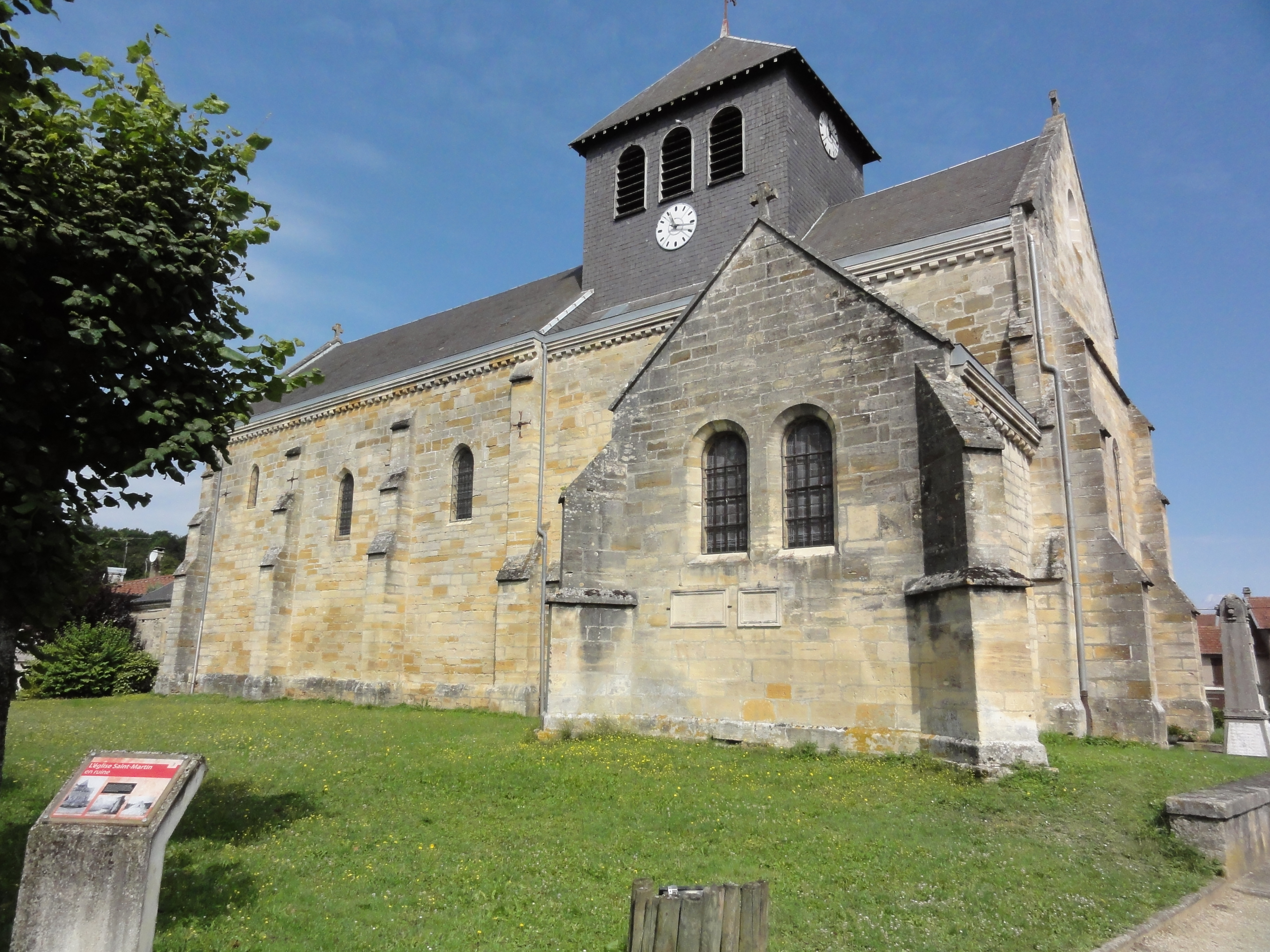
Église Saint-Martin.
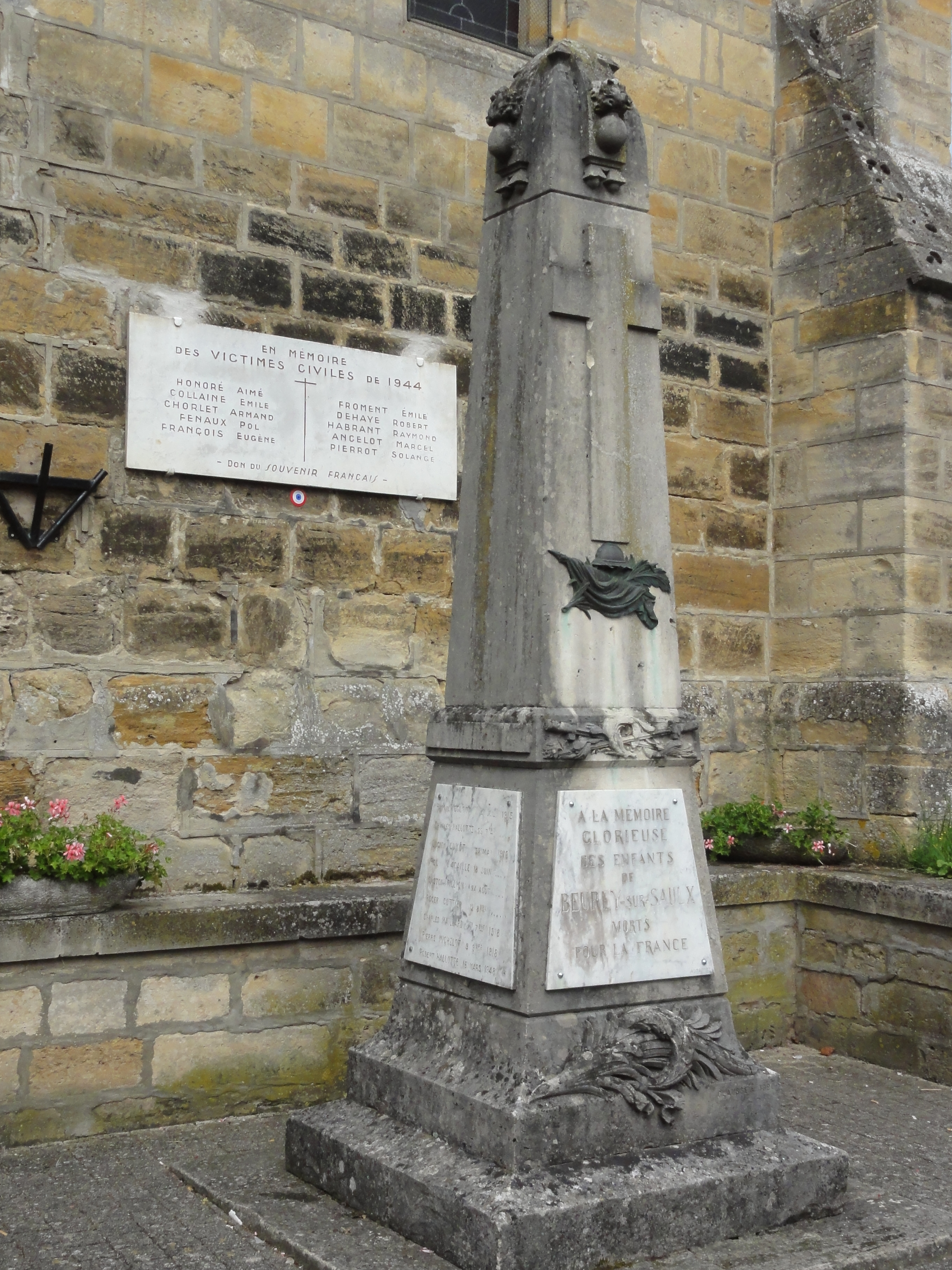
Monument aux morts.
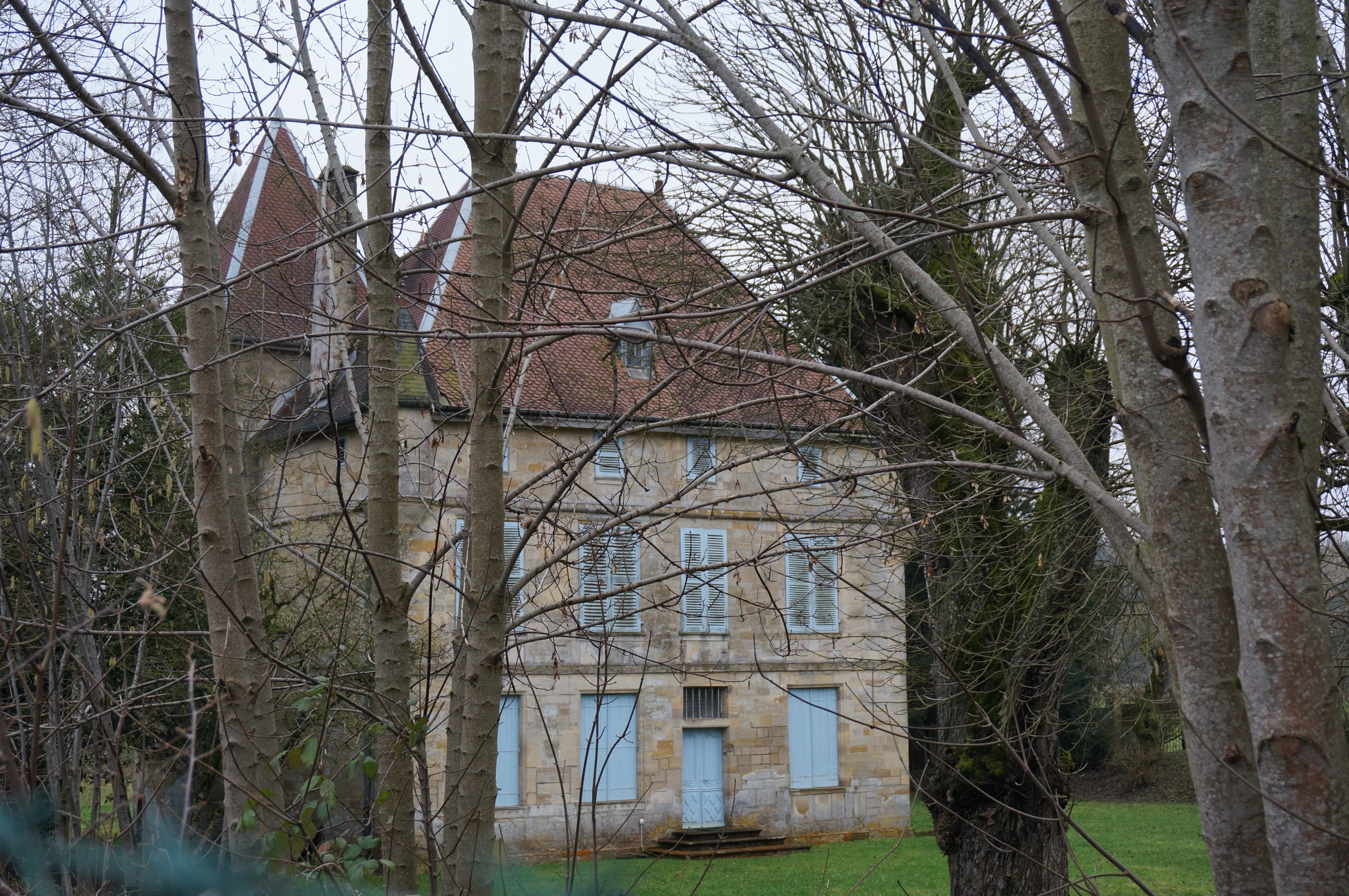
Château Claudot.
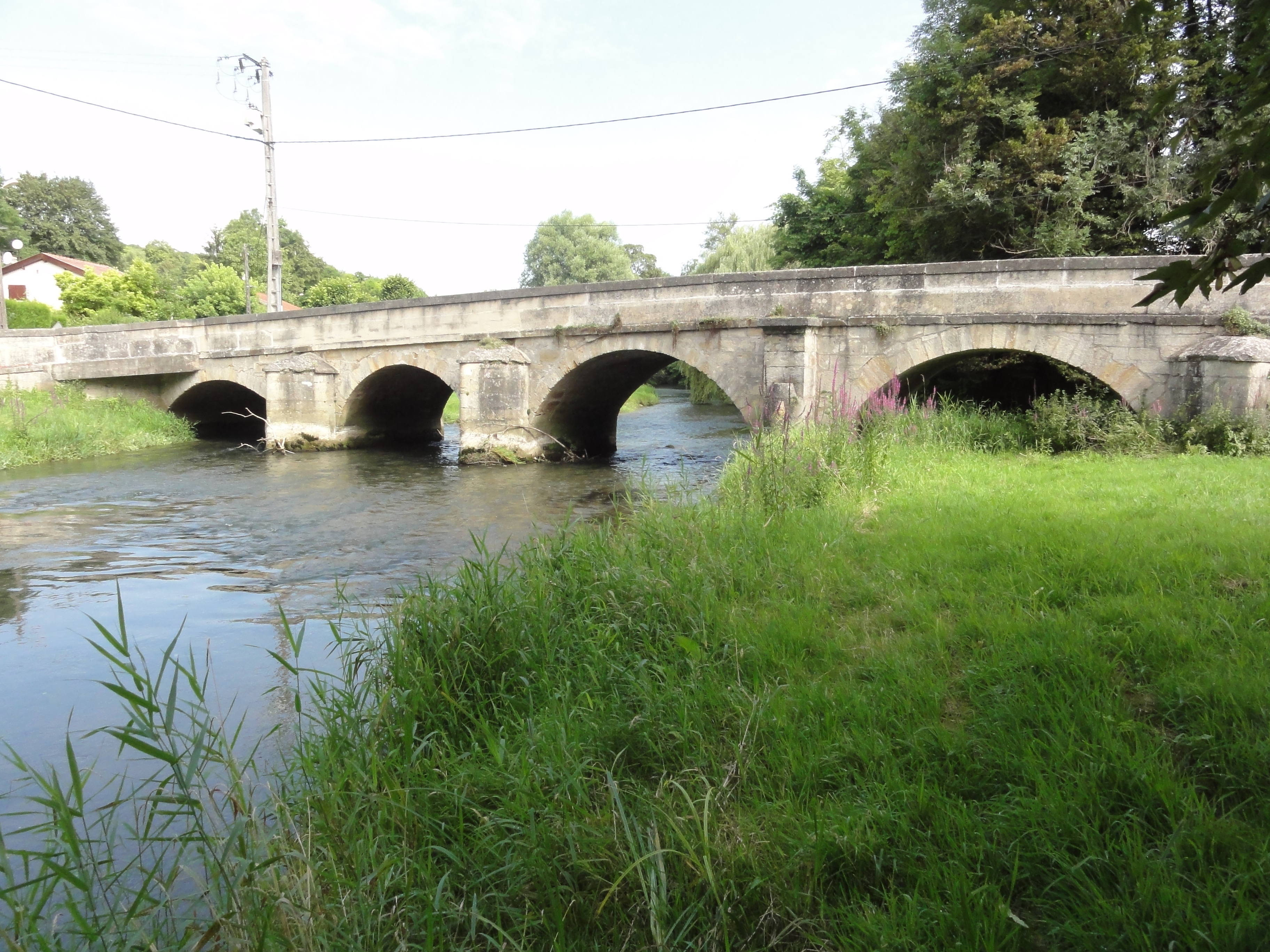
Pont de la Saulx.
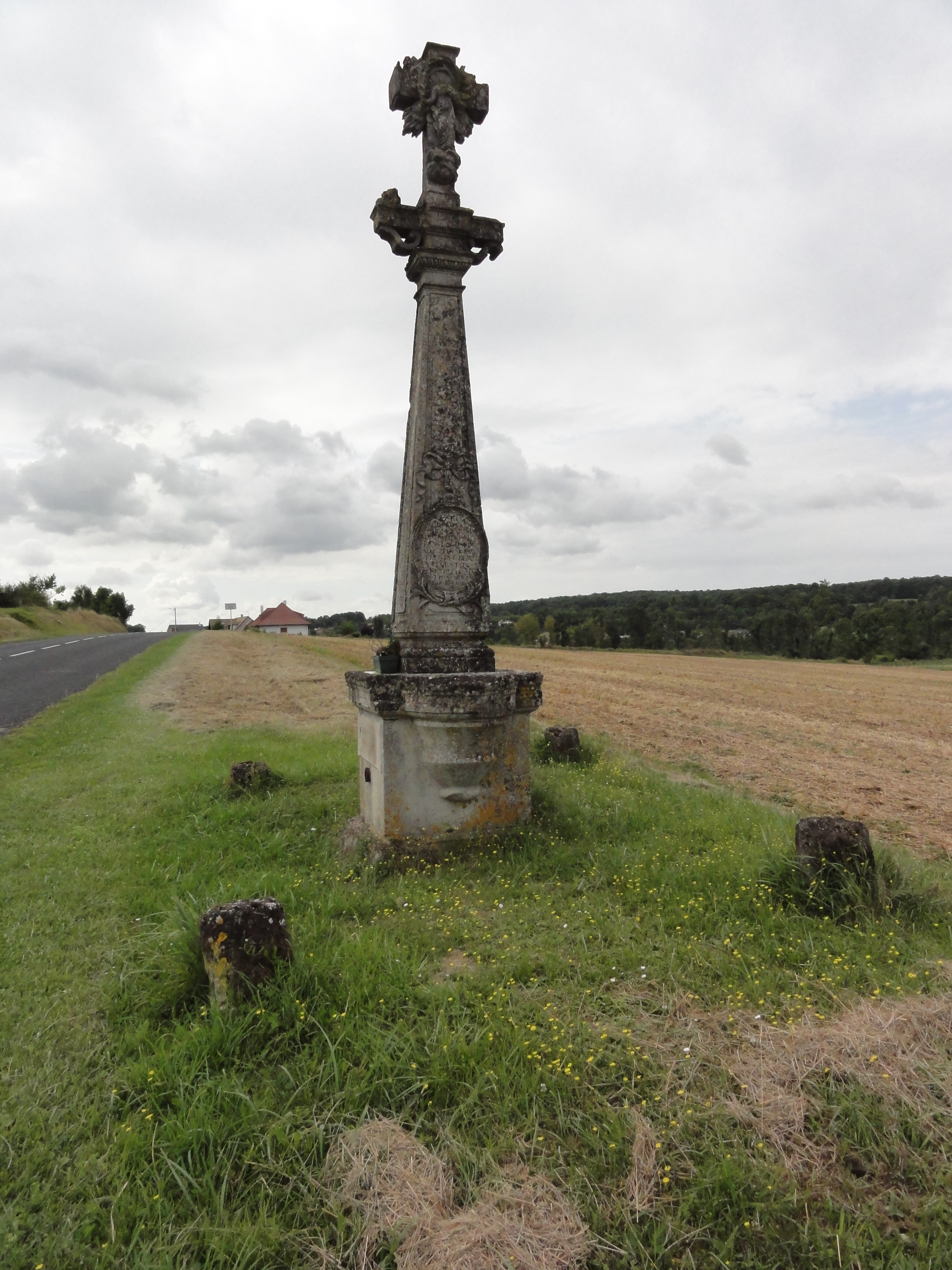
Croix sculptée.

- Église Saint-Martin de Beurey-sur-Saulx, dont l'origine remonte aux XIe - XIIe siècles, avec porche du XVIe siècle. Le clocher, trop lourd, a été raccourci au XVIIe siècle - ses pierres ont servi à construire le pont sur la Saulx. L'édifice fait objet d'une inscription sur l'inventaire supplémentaire des monuments historiques depuis 2010[35].

Maître-autel, baldaquin et statue de saint Martin évêque.
Statue Vierge à l'Enfant.
Bancs d'église.
Orgue.
- Le Château Claudot, XVIe siècle, édifié à l'emplacement de l'ancien château féodal, inscrit au titre des monuments historiques depuis 1989[40],[41],[42],[43],[44],[45].
- Monument aux morts[46],[47].

Des stèles commémoratives, racontant des épisodes de guerre du village.
- Le pont de Beurey-sur-Saulx[49], construit à la fin du XVIIe siècle, est un exemple représentatif de l'art de bâtir des ponts durant la période classique. Il est inscrit sur l'inventaire supplémentaire des monuments historiques depuis 2013[50].
- Parcours Espaces Naturels Sensibles[51].

Deux zones naturelles d'intérêt écologique, faunistique et floristique (Znieff).

### Patrimoine naturel
- Rivière la Saulx.

#### Sitespéléologique
La commune comporte plus de 29 cavités souterraines, dont 2 de plus de 100 m de développement ou 1 de plus de 30 m de profondeur : le gouffre BR4, le gouffre du Rupt de Frainiau (ou BR14), la grotte des Élections, la grotte du Siphon (ou grotte des Chasseurs) et le réseau du Rupt-du-Puits, plus important réseau souterrain naturel du Bassin parisien, 45e plus longue cavité naturelle de France et 10e cavité de France par la longueur de son siphon,.
Sous l'initiative du Groupe d'études et de recherches spéléologiques meusien, club de spéléologie de Bar-le-Duc, le sentier karstique de Beurey-sur-Saux, permet de découvrir la notion de karst et le réseau du Rupt-du-Puits sur sur un parcours de 4 km.

### Personnalités liées à la commune
- Étienne François de Choiseul (1719-1785), dont le premier titre fut « baron de Beurey ».

### Héraldique, logotype et devise
| Blason de Beurey-sur-Saulx | Blason  | D'azur à trois poires d'or, l'écu chapé du même à une croix ancrée de gueules à dextre et à une flamme du même à senestre. |
| Blason de Beurey-sur-Saulx | Détails | Création de R.A. Louis avec les conseils de la Commission Héraldique de l'UCGL. Adopté par la commune en janvier 2012.     |